# 張從訓
张从训（?—?），字德恭，五代后晋将领。其先人是回鹘别派，祖居姑臧（今甘肃武威）。后从李克用徙居太原，遂为太原人。李存信之子（李存信本姓张，赐姓李）。
张从训读儒书，精于骑射，初为散员大将。后唐时，唐庄宗任命他为先锋游弈使、赐名继鸾。唐明宗即位，因微贱时与从训有旧交，于是授张从训为石州刺史，令复其本姓。历任宪州、德州、唐州刺史。石敬瑭镇太原，为侄子石重贵娶张从训长女。石敬瑭称帝建立后晋，张从训因为兵败藏匿民间。石敬瑭搜访找到他，任命他为绛州刺史、检校太保。天福年间，在官任上去世，时年五十二岁。